# Jammu
Jammu è una città dell'India di 378 431 abitanti, capoluogo del distretto di Jammu e della divisione del Jammu, nel territorio del Jammu e Kashmir, di cui è anche capitale in inverno. In base al numero di abitanti la città rientra nella classe I (da 100 000 persone in su).

## Società

### Evoluzione demografica
Al censimento del 2001 la popolazione di Jammu assommava a 378.431 persone, delle quali 206 061 maschi e 172 370 femmine. I bambini di età inferiore o uguale ai sei anni assommavano a 37 429, dei quali 20 801 maschi e 16 628 femmine. Infine, coloro che erano in grado di saper almeno leggere e scrivere erano 297 121, dei quali 169 059 maschi e 128 062 femmine.